# Paola Marchesin
Paola Marchesin (Conegliano, 30 gennaio 1955) è una costumista italiana, attiva in ambito cinematografico, televisivo e teatrale.

## Biografia
Ha frequentato l'Accademia di Belle Arti di Venezia, diplomandosi in Scenografia nel 1981, con una tesi sul cinema di Man Ray e con il cortometraggio "Contatto – 096  Naturale"
All'inizio degli anni ottanta, ha incontrato lo sceneggiatore Rodolfo Sonego, che aveva una residenza estiva nelle colline di Pieve di Soligo, ed è stata incoraggiata da Andrea Zanzotto ad intraprendere un percorso artistico.   Le frequentazioni di artisti presso la galleria QuadragonoArte di Conegliano, dove lavorava per  mantenersi agli studi, hanno contribuito all'allontanamento dalla provincia.
Dopo la tesi in Accademia è stata ammessa al corso biennale di Scenografia presso il Centro Sperimentale di Cinematografia di Roma ed ha seguito i corsi di Vincenzo Del Prato e della costumista Marisa D’Andrea. Nel 1984 ha proseguito gli studi con un terzo anno di Specializzazione in Costume, con docente Piero Tosi, e in cinema d'animazione, con Pino Zak.
Ha lavorato per alcuni anni come assistente costumista per vari professionisti, tra i quali Piero Tosi e Bruna Parmesan e ha firmato il suo primo lavoro da titolare nel 1988 per il film Mignon è partita (regia di Francesca Archibugi).
Nella sua carriera cinematografica ha avuto due nomination per il Nastro d'argento.
Lavora anche per il teatro e la televisione e insegna in work shop di costume e art director.

## Riconoscimenti
Nastro d'argento per i costumi
- 2012: candidata per il film La scomparsa di Patò
- 1995: candidata per il film Con gli occhi chiusi

## Filmografia

### Costumista

#### Cinema
- Mignon è partita, di Francesca Archibugi (1988)
- Lo zio indegno, di Franco Brusati (1989)
- Verso sera, di Francesca Archibugi (1991)
- Il grande cocomero, di Francesca Archibugi (1993)
- Nestore, l'ultima corsa, di Alberto Sordi (1994)
- Con gli occhi chiusi, di Francesca Archibugi, (1995), candidato per i costumi al Nastro d'argento 1996
- Il mondo alla rovescia, di Isabella Sandri (1995)
- Un inverno freddo freddo, di  Roberto Cimpanelli, (1996)
- Compagna di viaggio, di Peter Del Monte (1996)
- Giro di lune tra terra e mare, di Giuseppe Maria Gaudino (1997)
- L'albero delle pere, di Francesca Archibugi (1998)
- Incontri proibiti, di Alberto Sordi (1998)
- La ballata dei lavavetri, di Peter Del Monte (1999)
- Domani, di Francesca Archibugi (2001)
- L'odore del sangue, di Mario Martone (2004)
- Venti anni, di Giovanna Gagliardo  (2012, documentario)
- La scomparsa di Patò, di Rocco Mortelliti  (2010), candidato per i costumi al Nastro d'argento 2012
- Il mondo di mezzo, di Massimo Scaglione (2016) - con Alice Barborini [1]

#### Televisione
- Lourdes, di Lodovico Gasparini  (2001)
- Padre Pio, di Carlo Carlei (2001)
- La guerra è finita, di Lodovico Gasparini (2002)
- Maria Goretti, di Giulio Base (2003)
- Il bambino di Betlemme, di Umberto Marino (2003)
- L'inviata, di Franco Bernini (2003)
- Mio figlio, di Luciano Odorisio (2004)
- L'ultima frontiera, di Franco Bernini (2005)
- Operazione pilota, di Umberto Marino (2006)
- Don Zeno - L'uomo di Nomadelfia, di Gianluigi Calderone (2007)
- Casa e bottega,  di Luca Ribuoli (2012)
- Altre storie per il commissario Vivaldi, di Luciano Odorisio (2008)
- K2. La montagna italiana, di Robert Dornheim (2012)
- A testa alta. I martiri di Fiesole, di Maurizio Zaccaro (2013)
- Boris Giuliano - Un poliziotto a Palermo, di Ricky Tognazzi (2016)
- Dottoressa Giò 3, regia di Antonello Grimaldi - serie TV (2019)
- Imma Tataranni - Sostituto procuratore, regia di Francesco Amato – serie TV (2019-in corso)
- Permette? Alberto Sordi, regia di Luca Manfredi - film TV (2020)
- Svegliati amore mio, regia di Simona Izzo e Ricky Tognazzi – miniserie TV (2021)
- Filumena Marturano, regia di Francesco Amato - film TV (2022)

### Scenografa
- Verso sera, regia di Francesca Archibugi (1991)
- Legami di famiglia, regia Pietro Sagliocco (2002)
- Venti anni, di Giovanna Gagliardo - documentario (2012)

## Teatro
- Woyzeck, di Gustavo Frigerio (1985)
- Dove esita l'immagine del mondo, di Gustavo Frigerio (1992)
- Le pareti della solitudine, M.Luconi (2003)
- Vestire gli ignudi, di Gustavo Frigerio (2003)
- No man's land, di M.Luconi (2003)
- Frauen-Donne, di Gustavo Frigerio (2004)
- Madama Butterfly, di M.Luconi, (2004)
- I negri, di Gustavo Frigerio (2007)
- Il dolore, di M. Luconi, con Mariangela Melato (2008)
- Ersilia, di Gustavo Frigero, estemporanea FB (2012, 2013)